# 葉承宗
叶承宗（1601年—1648年），字奕绳，号泺湄，山東历城人，清朝政治人物、進士出身。

## 生平
少时喜读书，做文章。明天啓七年（1627年）丁卯科山東鄉試舉人，崇祯十三年（1640年）春，在劉敕所編《歷乘》的基礎上，编纂《历城县志》成稿。清順治三年（1646年），登進士，官江西临川縣知縣，携书稿赴任。逢饥荒年，叶承宗下令开仓赈济。順治五年（1648年），江西總兵金聲桓反清，攻下撫州府城臨川，葉承宗被俘，不屈而死。弟葉承祧焚其尸。善长戏曲，著有《泺函》十卷、《耳谭》二卷、《少陵诗选》六卷。今存杂剧《孔方兄》、《贾阆仙》、《十三娘》、《狗咬吕洞宾》四种。